# José Luis Lacunza Maestrojuán
José Luis Lacunza Maestrojuán O.A.R. (Pamplona, 24 februari 1944) is een in Spanje geboren geestelijke en een kardinaal van de rooms-katholieke Kerk, die sinds 1971 werkzaam is in Panama.
Lacunza Maestrojuán trad op 16 september 1967 in bij de Augustijner Recollecten. Hij werd op 13 juli 1969 tot priester gewijd. Twee jaar vertrok hij naar Panama. Op 30 december 1985 werd hij benoemd tot hulpbisschop van Panamá en tot titulair bisschop van Parthenia; zijn bisschopswijding vond plaats op 18 januari 1986.
Op 29 oktober 1994 werd Lacunza Maestrojuán benoemd tot bisschop van Chitré. Op 2 juli 1999 volgde zijn benoeming tot bisschop van David.
Lacunza Maestrojuán werd tijdens het consistorie van 14 februari 2015 kardinaal gecreëerd. Hij kreeg de rang van kardinaal-priester. Zijn titelkerk werd de San Giuseppe da Copertino.
Lacunza Maestrojuán ging op 15 februari 2024 met emeritaat. Op 24 februari 2024 verloor hij - in verband met het bereiken van de 80-jarige leeftijd - het recht om deel te nemen aan een toekomstig conclaaf. 